# Odontoanserae
Odontoanserae é um clado que contém aves das ordens Odontopterygiformes e Anseriformes. É um grupo irmão das Neoaves.